# Manas (film)
Pour les articles homonymes, voir Manas (homonymie).
Pour plus de détails, voir Fiche technique et Distribution.
Manas est un film de fiction brésilien-portugais réalisé par Marianna Brennand en 2024.
Sorti en France le 26 mars 2025, le film traite de l'inceste dans les communautés de l'île de Marajo en Amazonie (État du Pará), au nord du Brésil.
C'est le premier long métrage de la réalisatrice Marianna Brennand, avec une révélation de l'actrice principale Jamilli Correa, qui joue le rôle de Marcielle, dite Tielle ; Fátima Macedo qui joue le rôle de sa mère Danielle ; et Rômulo Braga qui joue le rôle de son père.

## Distinctions
Le film a notamment reçu le Grand Prix de la Journée des auteurs à Venise.

## Production et distribution
Le film est distribué par BODEGA FILMS. On trouve entre autres les cinéastes belges Jean-Pierre et Luc Dardenne en tant que producteurs associés.